# Flocke

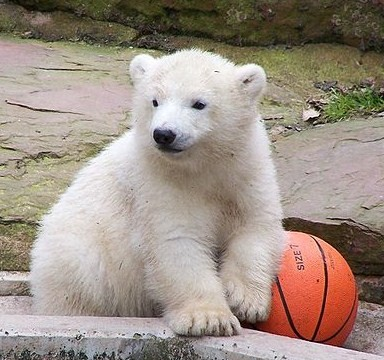
Flocke il 9 aprile 2008, il giorno del suo debutto in pubblico

Flocke (pronuncia in tedesco: [ˈflɔkə]) è una femmina di orso polare nata in cattività nello zoo di Norimberga, Germania, l'11 dicembre 2007. Dopo qualche settimana dalla sua nascita venne tolta dalle attenzioni della madre per motivi di sicurezza. Nonostante le linee di condotta dello zoo stabilissero che gli animali dovevano avere meno contatti possibili con il personale, lo staff decise di allevare a mano il cucciolo. Al momento della decisione lo zoo stava ricevendo delle attenzioni negative da parte dei media in quanto tempo addietro un orso polare mangiò i suoi propri cuccioli appena nati. 
Come Knut, un orso polare nato in cattività e allevato a mano nel Zoologischer Garten Berlin, Floke ("flake" in tedesco) ben presto concentrò su di sé l'attenzione mediatica dopo il suo debutto in pubblico l'8 aprile 2008. Lo zoo divenne titolare del copyright sul suo nome e l'immagine di Flocke venne usata su dei giocattoli e pubblicità sparse per la città. Il Programma delle Nazioni Unite per l'ambiente, in collaborazione con lo zoo, usò la figura di Flocke per creare una campagna di sensibilizzazione sul tema del cambiamento climatico. Verso la fine del 2008, Rasputin, un orso polare nato in Russia venne introdotto nel recinto di Flocke con la speranza che potesse imparare a socializzare con un membro della propria specie. In aprile del 2010, entrambi gli orsi vennero spostati a Marineland, in Francia meridionale. 

## Infanzia e controversie

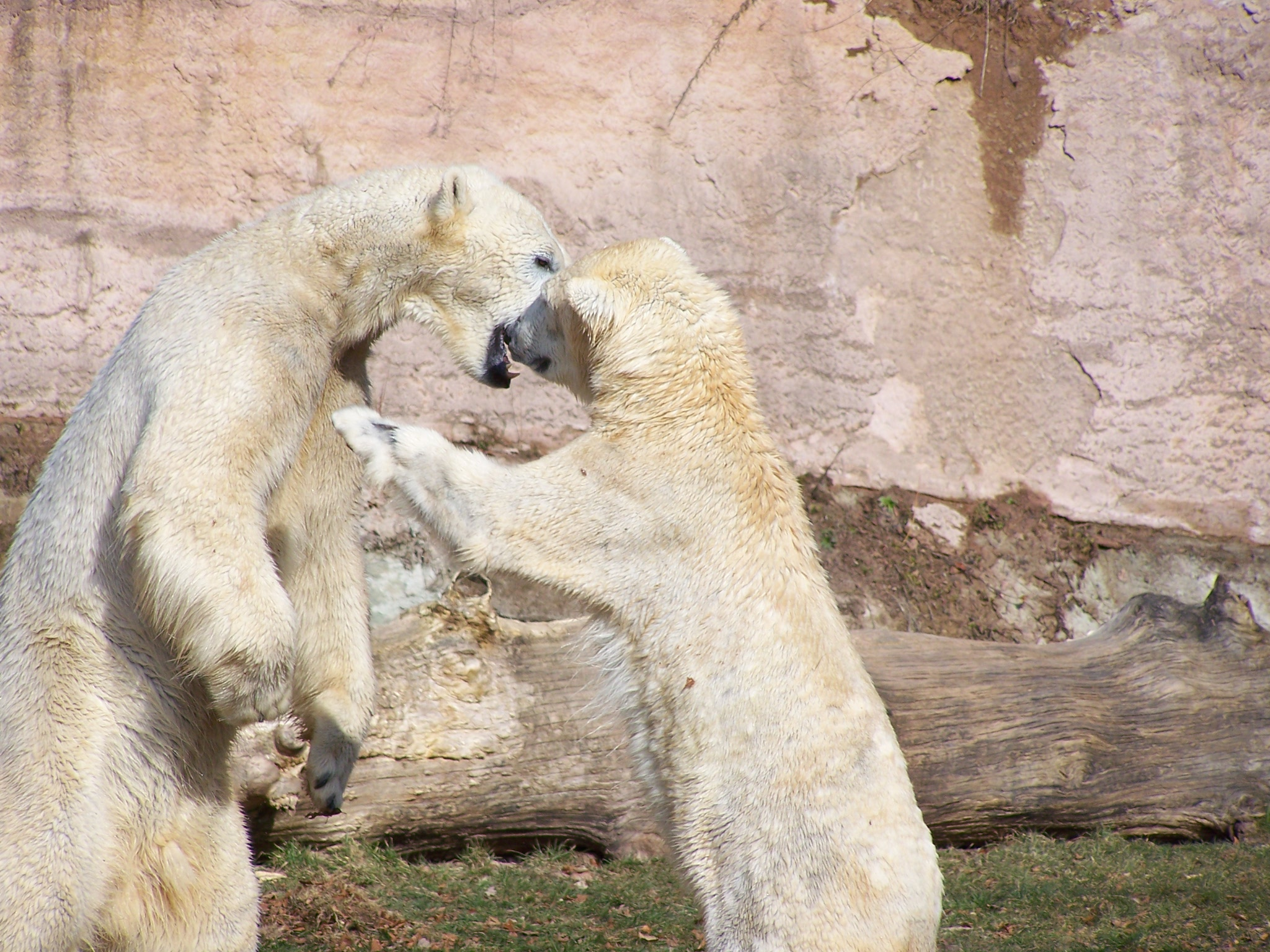
Felix e Vera, i genitori di Flocke

Flocke nacque nello zoo di Norimberga l'11 dicembre 2007 da Vera (nata nel 2002 a Mosca) e da Felix (nato nel 2001 a Vienna). Felix si accoppiò anche con Vilma, la sorella di Vera, che si pensa abbia dato alla luce due cuccioli. I guardiani dello zoo, per evitare di interferire con la vita degli animali non poterono sapere con assoluta certezza quanti cuccioli nacquero.
Agli inizi di gennaio i guardiani dello zoo di Norimberga notarono che Vilma sembrava nervosa, inoltre non vi erano segni della presenza dei suoi cuccioli. Si crede che li abbia divorati lei stessa. Alla domanda sul perché lo abbia fatto, il direttore dello Zoo, Dag Encke, rispose che forse erano malati e per tale motivo mangiati, proprio come succede in natura. Lo zoo ricevette molte critiche per aver permesso la morte dei cuccioli. Il direttore della German Animal Protection Society affermò che lo zoo si comportò in modo irresponsabile e che "era compito dello zoo garantire ai cuccioli una chance di vivere e che la risposta 'Così è la natura' è solo una scusa per giustificarsi per essere intervenuti con un tale ritardo". Alcuni visitatori arrabbiati si radunarono di fronte al recinto di Vilma, urlandole contro "Rabenmutter" (madre malvagia). 
Nel frattempo, Vera venne vista uscire dalla sua tana per la prima volta: il suo cucciolo di sole quattro settimane sembrava in buona salute. A poca distanza di tempo dalle attenzioni negative dei media riguardo al caso di Vilma, anche Vera iniziò a comportarsi in modo strano: portava il suo cucciolo (all'epoca non aveva ancora un nome) a spasso per il recinto, per poi gettarlo a terra sul terreno roccioso. Preoccupati per la sicurezza del piccolo, i guardiani dello zoo preso la controversa decisione di rimuovere il cucciolo dal recinto della madre e di allevarlo a mano.  

## Fama

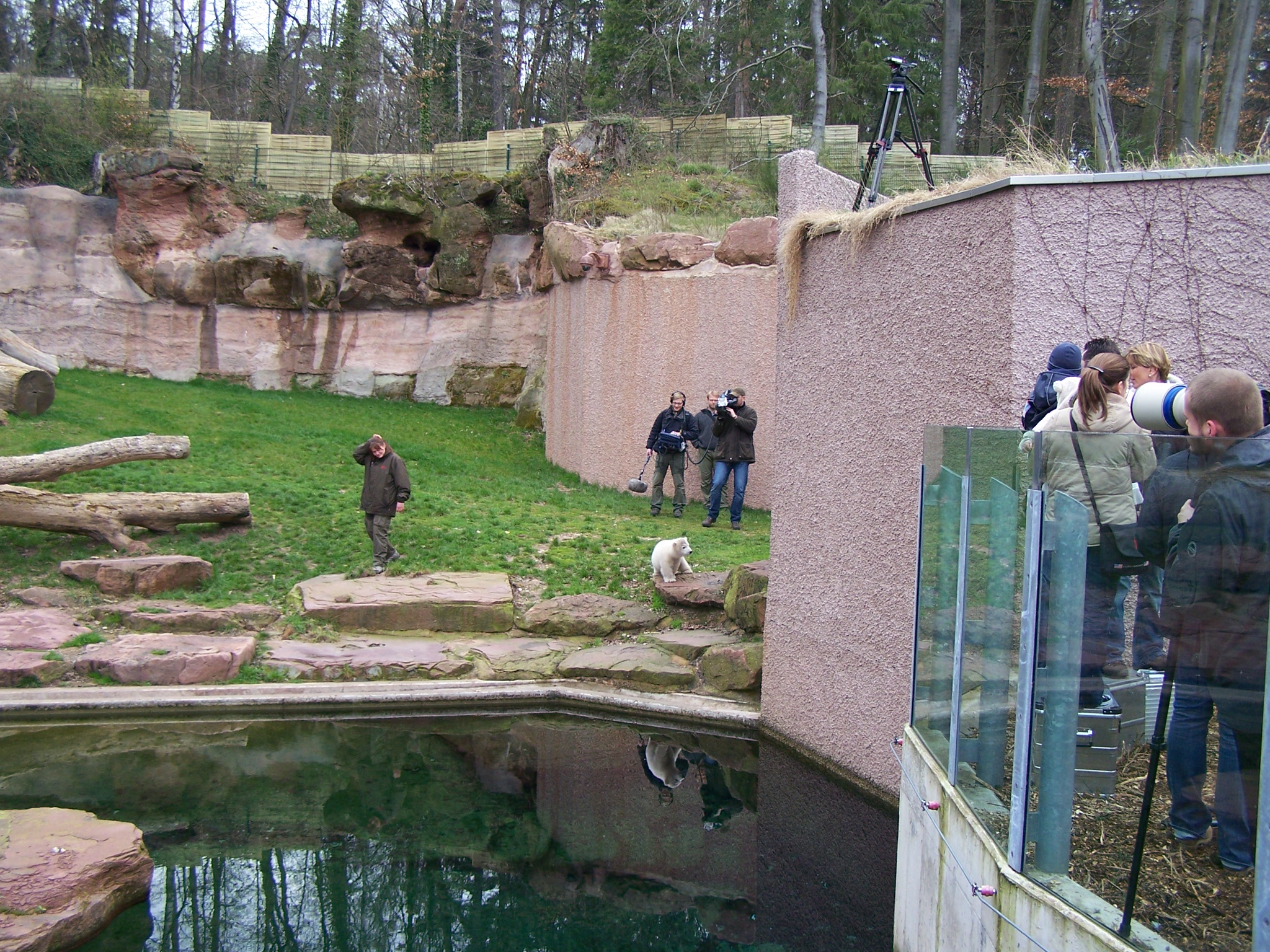
Giornalisti e visitatori mentre guardano Flocke giocare all'interno del suo recinto

Meno di una settimana dopo che il cucciolo era stato allontanato da Vera, lo zoo creò un sito web dedicato a Flocke. Il sito dava aggiornamenti sul suo stato di salute, oltre che foto e video esclusivi. Vi era anche la possibilità di votare i nomi dei cuccioli. Il nome ufficiale venne annunciato il 18 gennaio 2008 da Ulrich Maly, sindaco di Norimberga e trasmesso in diretta televisiva. Tra i tanti nomi suggeriti vi erano Stella, Knutschi, Sissi e Yuki Chan. Venne scelto Flocke (in italiano: "fiocco") per via della sua pelliccia bianca.
La sua crescita venne seguita attentamente dai media per i primi mesi. Quattro membri dello staff si alternavano per darle da bere 140 ml di latte artificiale ogni quattro ore. Man mano che l'orso cresceva, la sua dieta veniva integrata anche con cibo per cani. Venne portata anche nella piscina dello zoo per poter nuotare. Lo zoo cercava un altro orso orfano da poter allevare insieme a Flocke per crescerla meglio, andava bene sia un orso polare che un orso bruno. 
L'8 aprile 2008, Flocke fece la sua prima apparizione pubblica nel recinto degli orsi polari che un tempo ospitava Vilma (nel frattempo era stata trasferita in un altro zoo). Il piccolo di quattro mesi venne accolto il primo giorno da una folla di 160 giornalisti e una mezza dozzina di troupe televisive internazionali. Per la prima settimana l'orso veniva mostrato al pubblico solo per brevi intervalli di tempo. Aspettandosi un picco di 20,000 presenze, lo Zoo si attrezzò con una piattaforma panoramica di fronte al recinto capace di ospitare 500 persone alla volta. Vennero installate anche delle telecamere che trasmettevano in diretta le immagini dell'orso su due televisori, di cui uno posto fuori dal recinto per permettere ai visitatori di riuscire a vedere meglio Flocke. 
Poco dopo il suo debutto, il presidente dell'associazione animalista Whale and Dolphin Protection Forum, Jürgen Ortmüller, fece causa allo Zoo di Norimberga chiedendo che smettesse di sfruttare la popolarità di Flocke in quanto a suo giudizio lo zoo puntava solo a guadagnare soldi. Jürgen Ortmüller diede l'incarico al prestigioso avvocato Rolf Bossi. 

## Marchio e merchandising
Venne creato un logo ufficiale dallo Zoo, e la sua popolarità crebbe agli inizi del 2008 in modo simile a quanto era già successo con la "Knutmania" dell'orso Knut l'anno prima. La sua immagine venne usata in posters, DVD, giocattoli, pupazzi e in altri oggetti. Venne creato anche un gioco da tavolo dalla società Noris Spiele. Attualmente gli introiti vanno allo zoo ed alcuni programmi di conservazione per animali. 

## Successivi sviluppi
Nell'aprile 2008 lo zoo diminuì l'interazione umana con il cucciolo, sperando che un giorno potesse vivere insieme agli altri membri della sua specie, senza dipendere per sempre dagli uomini. Le venne dato un pupazzo di plastica, simile ad un ciuccio per bambini, che venne molto apprezzato da Flocke. Il pupazzo però le causò una piccola deformazione al naso, per la quale ci volle del tempo prima che ritornasse normale. 

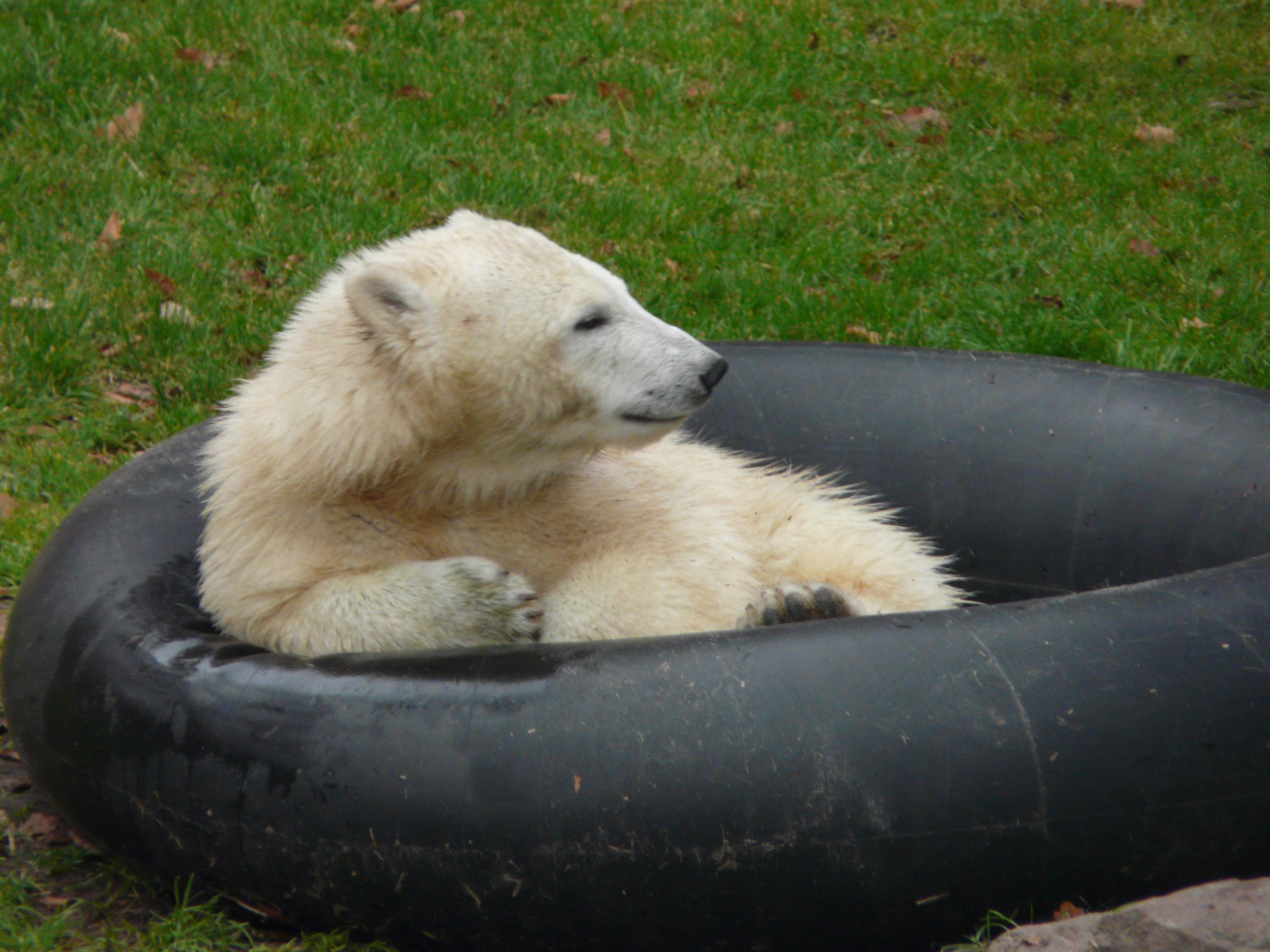
Flocke nel suo recinto, nell'ottobre 2008.

All'età di sei mesi seguiva una dieta prevalentemente a base di carne, assortita da verdure e da un litro di latte per cani al giorno. Pesava 45 kg, peso ottimale per quell'età. Il veterinario dello zoo, Bernhard Neurohr fece notare il buon gusto dell'orso: andava ghiotta di uva, meloni, kiwi e pere, con una preferenza per le banane. 
Il direttore del Programma delle Nazioni Unite per l'ambiente, Achim Steiner divenne padrino ufficiale di Flocke nel maggio 2008. Achim Steiner si congratulò con lo zoo per i suoi sforzi per proteggere il clima dicendo "Sono contento che mi sia stato chiesto di diventare il "padrino" di Flocke. Spero vivamente che durante il suo arco di vita saremmo in grado di attuare un'economia globale sostenibile. 
Nel giugno 2008, venne attuata una campagna pubblicitaria con l'immagine di Flocke con lo scopo di sensibilizzare le capacità di ognuno per proteggere il clima del Pianeta. Venne sponsorizzata dallo zoo di Norimberga insieme alla Regione Metropolitana di Normberga usando l'immagine di Flocke e la frase "Klimaschutz beginnt vor Ort" (La protezione del clima inizia a casa). Venne creato anche un volantino tascabile con l'immagine dell'orso e la scritta "Piccola guida alla protezione del clima" con l'obbiettivo di insegnare ai visitatori come abbassare le loro emissioni di anidride carbonica. Lo zoo di Norimberga annunciò che nel settembre 2008 accolse il milionesimo visitatore: un mese in anticipo rispetto all'anno precedente. Il numero dei biglietti venduti aumentarono grazie alla popolarità di Flocke, ma non così tanto quanto lo zoo si aspettava. Durante lo stesso mese lo zoo annunciò che Flocke pesava 60 kg.  

## Rasputin e il trasferimento in Francia
Verso la fine del novembre 2008, la madre di Flocke, Vera, partorì due cuccioli che condividevano lo stesso padre di Flocke, Felix. Nonostante Vera fosse pienamente capace di accudire i suoi cuccioli senza l'auto del personale dello zoo, entrambi morirono dopo tre settimane, ad una settimana di distanza l'uno dall'altro per cause naturali.  
Un maschio di orso polare di nome Rasputin venne trasferito da Mosca a Norimberga nel dicembre del 2008, con l'intenzione originale di lasciarlo lì per un periodo sufficientemente lungo prima di trasferirlo definitivamente presso il Parco Zoologico di Madrid. "Raspi" come veniva chiamato amichevolmente, condivise il recinto di Flocke. Lo zoo sperava che Rasputin potesse insegnare all'ormai celebre orso come comportarsi con dei membri della sua stessa specie, essendo stato allevato da sua madre, al contrario di Flocke. Secondo quanto venne affermato "I due orsi andavano d'amore e d'accordo". 
Il 21 ottobre 2009, la città di Norimberga annunciò che Flocke e Rasputin sarebbero stati trasferiti insieme in un nuovo recinto a Marineland situato ad Antibes, in Francia, all'inizi del 2010. A causa del forte legame che si instaurò tra i due orsi ormai adolescenti gli ufficiali del Programma Europeo per la Conservazione e Riproduzione decise che i due orsi sarebbero dovuti stare insieme, nonostante i piani originali prevedevano il trasferimento del solo Rasputin a Madrid. Nel recinto lasciato vuoto a Norimberga vennero messi i genitori di Flocke, Vera e Felix, nella speranza che potessero dare alla luce altri cuccioli. Nonostante alcuni tentativi da parte del gruppo animalista PETA per bloccarne il trasferimento sollevando dei dubbi sul loro benessere, i due orsi arrivarono in tutta sicurezza in Francia il 22 aprile 2010. Il 26 novembre 2014 Flocke partorì un cucciolo, chiamato Hope, di cui Rasputin è il padre.